# كركم (جنس)
الكُركُم  أو الهُرْد  أو الْوَرْس (الاسم العلمي: Curcuma)، جنس نباتي ينتمي إلى الفصيلة الزنجبيلية من أحاديات الفلقة ويضم حوالي 80 نوعاً أهمها الكركم الطويل المعروف اختصارا بالكركم والذي يستخدم لإنتاج بهارات تحمل نفس الاسم.

## الخصائص
أثبتت دراسة علمية أجريت بالمركز القومي للبحوث في مصر أن استخدام مسحوق نبات الكركم مع الأغذية يوميا يساعد على حماية خلايا الكبد والصفراء من الآثار الجانبية لحبوب منع الحمل. كما أكدت الدراسة التي قامت باجرائها الدكتورة هناء أحمد حمدي أستاذ قسم الهرمونات بالمركز على أن للنبات فوائد طبية هائلة إضافة إلى أنه منشط للمناعة والقوة الذهنية ومضاد للالتهابات والأكسدة. واشارت إلى أن العودة إلى الطبيعة.
في العلاج شعار تتخذه معظم منظمات الصحة العامة في العالم حيث نجد نصف عدد الأدوية المطروحة حاليا في الأسواق تحتوي على مواد فعالة طبيعية مستخلصة من النباتات والأعشاب الطبية. والكركم واحدا من هذه النباتات التي تستخدم لإعادة الحيوية والنشاط للجسم.
وعن خواصه الطبية تقول الكركم من التوابل الشهيرة في البلاد العربية رغم أن مواطنة الأصلي هو الهند وقد استخدم كمادة ملونة منذ 600 سنة قبل الميلاد واكتشفه الرحالة الشهير ماركوبولو قي الصين وأندونيسيا وينتمي النبات لفصيلة الزنجبيلية ويستخدم حاليا بكثرة كمادة طبيعية مكسبة للون والطعم والرائحة كما أنه يستعمل كمادة حافظة طبيعية للأغذية لماله من خواص مضادة للبكتريا والفطريات.
ويستخدم في الهند للمحافظة على الصحة والجمال في صناعة أدوات التجميل والزينة، والعصور ويستخدم أيضا لإزالة الشعر الزائد.
وتشير الدراسات الحديثة أثبتت فوائد طبية عديدة لبنات الكركم فقد أشارت هذه الدراسات إلى فائدة في علاج حالات الإسهال المزمن كما أنه يعالج بعض أنواع الديدان الطفيلية وله فاعلية مؤكدة لعلاج الكحة ونزلات البرد واحتقان الحلق واللوزتين ويساعد في علاج بعض أنواع الربو الشعبي.
وله دور أيضا في الإسراع من عملية التئام الجروح لما له من خواص مضادة للالتهابات كذلك يستخدم بكفاءة في علاج حالات الأنيميا حيث تستطيع تحفيز إنتاج كرات الدم الحمراء كما أنه منشط للمناعة والقوة الذهنية وله خواص مضادة للروماتيزم، فضلا عن أنه مفيد في حالات الحمى وارتفاع درجة حرارة الجسم حيث أنه يتصف بتنظيم درجة الحرارة في الجسم.
.

## معرض صور

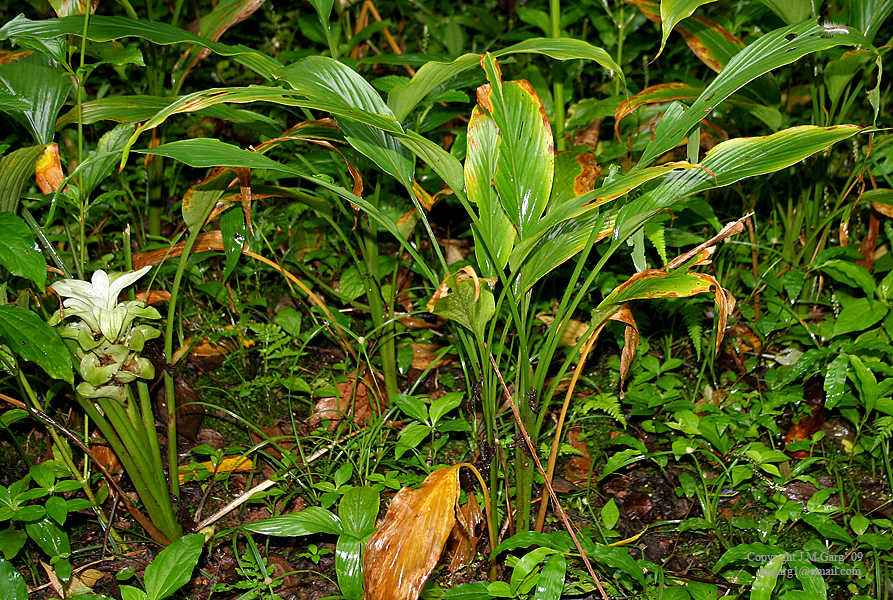
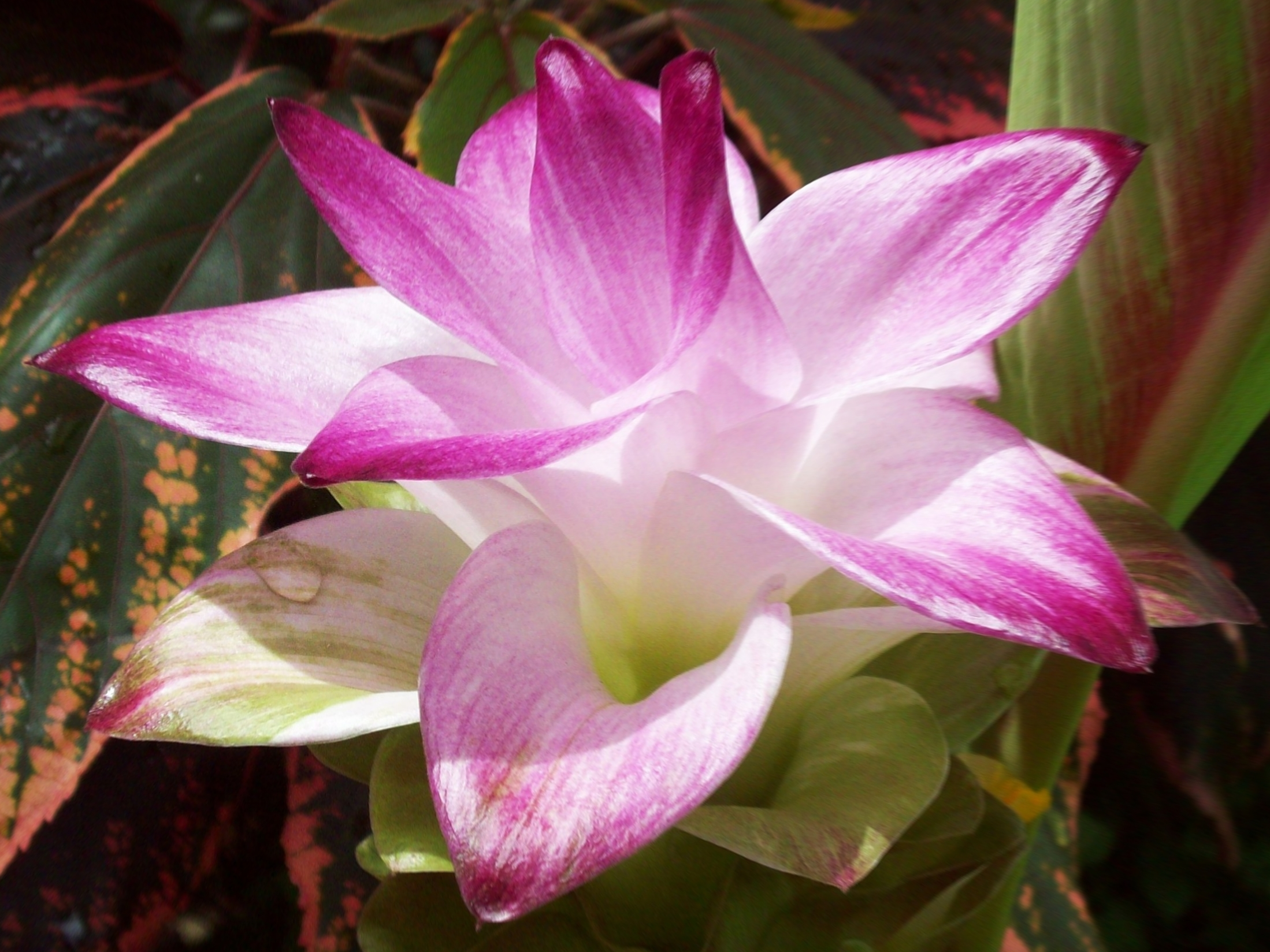
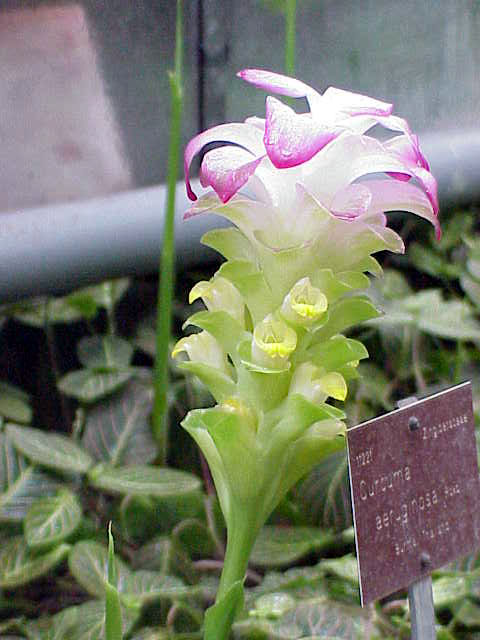
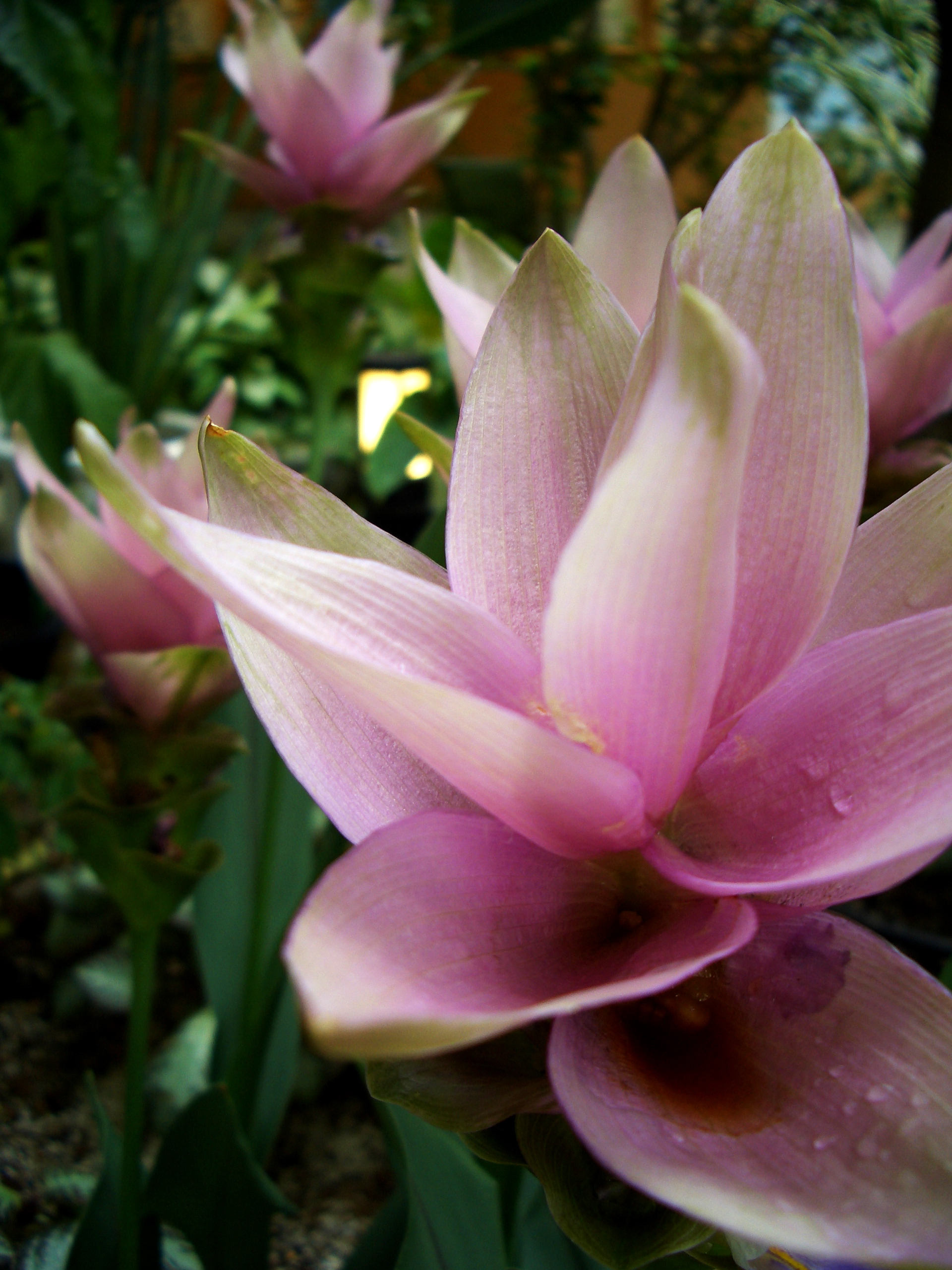